# Nhiếp Phong
Nhiếp Phong (tiếng Trung Quốc: phồn thể: 聶風; giản thể: 聂风; Bính Âm: Nìe Fēng, tiếng Anh: Nip Fung) là một trong hai nhân vật chính trong bộ truyện Phong Vân của tác giả Mã Vĩnh Thành và Đan Thanh. Trong truyện, anh được biết đến với biệt hiệu Phong Trung Chi Thần với thân pháp nhanh như một cơn gió, cùng với sư huynh Bộ Kinh Vân là hai huyền thoại võ lâm trong tiểu thuyết.
Diễn viên Triệu Văn Trác đã vào vai Nhiếp Phong trong bộ phim Phong Vân của Hồng Kông năm 2002.

## Thời thơ ấu
Nhiếp Phong là con trai của Bắc ẩm cuồng đao Nhiếp Nhân Vương. Từ nhỏ tuy can đảm nhưng Nhiếp Phong cũng tỏ ra rất nhân hậu. Mẹ Nhiếp Phong đã bỏ cha con anh đi theo Tuyệt Vô Thần từ khi anh còn nhỏ.
Dòng họ Nhiếp đời đời di truyền máu Kỳ Lân trong người. Nhiếp Phong cũng không ngoại lệ, một khi phát cuồng thì giống như con dao hai lưỡi, tuy công lực bạo tăng nhưng không phân biệt được bạn thù, mất hết lý trí. Chỉ có tâm pháp gia truyền Băng tâm quyết mới khắc chế được.
Một lần Phong theo cha đi đến Lăng Vân Động để quyết đấu với Nam Lân kiếm thủ Đoạn Soái. Tại đây, anh quen biết Đoạn Lãng, con trai của Đoạn Soái, và người huynh đệ sau này là Bộ Kinh Vân. Sau khi Nhiếp Nhân Vương và Đoạn Soái mất tích, anh bị Hùng Bá, Bang chủ Thiên Hạ Hội, bắt về làm đệ tử. Nhiếp Phong là đệ tử thứ ba của Hùng Bá (sau Tần Sương và Bộ Kinh Vân). Với ý đồ lợi dụng sức mạnh của ba người này để thâu tóm thiên hạ.

## Diệt Hùng Bá, phá Tuyệt Vô Thần
Nhiếp Phong được Hùng Bá truyền cho một trong ba tuyệt học trấn phái là Phong Thần Cước. Lúc đầu Nhiếp Phong rất nghe lời Hùng Bá tiêu diệt rất nhiều cao thủ vỏ lâm đối nghịch và được Hùng Bá rất tin dùng. Sau này khi nhận ra âm mưu to lớn của Hùng Bá, Phong cùng hai sư huynh liên kết chống lại nhưng thất bại. Trận tử chiến đó vì cứu Bộ Kinh Vân mà anh bị thương và mất một mắt. Hùng bá sau đó sai Thập nhị sát thủ đi truy sát Phong Vân.
Được thần thoại võ lâm Vô Danh chỉ điểm, Phong Vân ngộ ra chiêu thức Ma Kha Vô Lượng, là một chiêu phối hợp giữa Phong Thần Cước và Bài Vân Chưởng của Bộ Kinh Vân. Nhờ võ công này họ lại tiêu diệt được Hùng Bá.
Lúc này người Đông Doanh do Tuyệt Vô Thần cầm đầu tấn công Trung Nguyên. Phong Vân lại một lần nữa liên kết tiêu diệt kẻ thù ngoại bang này.
Ban đầu, do thực lực hai bên quá chênh lệch, Nhiếp Phong phải mạo hiểm luyện đao pháp cực tà "Ma Đao" bị tẩu hỏa nhập ma nên phát cuồng không biết ai là địch ai là bạn. Do đó tạo cơ hội cho Thiên Hoàng của Đông Doanh lợi dụng, trở thành đại ma đầu giết người không gớm tay. Sau này Bộ Kinh Vân sau khi giết được Tuyệt Vô Thần vì muốn giải Ma Đao cho Nhiếp Phong mà đã bị rơi xuống vực mất tích trong 12 năm. Việc này khiến Nhiếp Phong rất ân hận.

## Nhân cách
Nhiếp Phong là con người nổi tiếng trung hậu, phóng khoáng, được tôn xưng là "Thiên hạ đệ nhất nhân". Làm việc có trước có sau. Lấy việc giúp đỡ kẻ yếu làm mục đích sống của mình. Anh không ít lần tha thứ cho người bạn thuở nhỏ mà sau này trở thành tử địch Đoạn Lãng, kẻ luôn lấy oán báo ân. Trái ngược với sư huynh Bộ Kinh Vân luôn lạnh lùng lãnh đạm.

## Tu vị võ công
Phong có ngoại hiệu "Phong Trung Chi Thần" tức Thần Gió. Là thiên hạ đệ nhất cao thủ về khinh công. Sở dĩ có được thành tựu như vậy nhờ tu luyện ba môn khinh công: "Nhiếp Gia Bộ Pháp" học từ phụ thân Nhiếp Nhân Vương, "Cấp Chuyển Bộ Pháp" do Quỷ Hổ truyền thụ, "Bộ Phong Tróc Ảnh" trong Phong Thần Cước; cộng thêm thiên tư thông minh, sau cùng dung hòa được sở trường của ba nhà làm một thành một môn tuyệt thế khinh công của riêng mình - "Bộ Phong Túc Ảnh".
Phong Thần Cước là võ công do Hùng Bá dạy được Nhiếp Phong, gồm sáu chiêu:
1. Phong Trung Kình Thảo
2. Thần Phong Nộ Hào
3. Bão Vũ Cuồng Phong
4. Phong Quyện Lâu Tàn
5. Lôi Lệ Phong Hành
6. Phong Quyển Tàn Vân

Ngạo Hàn Lục Quyết, là võ công gia truyền của Nhiếp Gia:
1. Quyết thứ 1: "Kinh Hàn Nhất Phách": là 1 đao chiêu tuyệt hàn, diệt tuyệt, là đao chiêu mạnh nhất trong Ngạo Hàn Lục Quyết.
2. Quyết thứ 2: "Băng Phong Tam Xích": đao kình làm ngưng băng, dày hơn 3 xích vì thế mới có tên là Băng Phong Tam Xích, có thể vây người và vây mình, là đao chiêu duy nhất trong Ngạo Hàn Lục Quyết dùng để thủ.
3. Quyết thứ 3: "Hồng Hạnh Xuất Tường": vốn biến chiêu từ "Tuyết Trung Hồng Hạnh", do Nhiếp Nhân Vương căm hận người vợ ngoại tình mà nghĩ ra. Ý càng hận, đao chiêu sử ra càng hận, càng hiểm.
4. Quyết thứ 4: "Đao Chi Yểu Yểu": đao chiêu yếu ớt, mảnh mai như cành đào bám tuyết, tựa như vô lực nhưng thực sự vô cùng cường liệt.
5. Quyết thứ 5: "Đạp Tuyết Tầm Mai": là chiêu duy nhất trong "Ngạo hàn Lục Quyết" dùng cước vận đao, đao cước đều sử được.
6. Quyết thứ 6: "Lãnh Nhẫn Băng Tâm": là thức chí cao vô thượng trong "Ngạo hàn Lục Quyết", đáng tiếc đao phổ đã bị thất truyền. Về sau,trong Động Lăng Vân, do cơ duyên, Phong đã tìm thấy được đao phổ này do tổ tiên là Nhiếp Anh khắc lại trong động.

Ma Kha Vô Lượng là chiêu hợp công với Bộ Kinh Vân, kết hợp Bài Vân Chưởng và Phong Thần Cước.
Sáng đao của Trư Hoàng, gồm ba câu khẩu quyết:
1. Đao Tùy Ý Sáng
2. Ý Tùy Tâm Sáng
3. Tâm Tùy Ngã Sáng

Và ba đao chiêu:
1. Tung quan thiên địa
2. Hoành nhãn thiên phu
3. Tà khán thương sinh

Ma Đao của Tà Hoàng, Nhiếp Phong học đao pháp này khi xảy ra trận chiến với Tuyệt Vô Thần, do bị Đao Hoàng quấy nhiễu nên Ma Đao không hoàn chỉnh, dẫn đến việc Nhiếp Phong nhập ma và giao chiến với Bộ Kinh Vân. Sau này anh ít khi dùng đao pháp này vì nó quá tàn ác.
Thần Phong Động (Thần Phong Công), chiêu này Nhiếp Phong nghĩ ra khi tìm cách đánh bại Thần Tướng.
Thiên Đạo Vô Cực, đây là chiêu thức do Phong Vân kết hợp võ công của 2 người, để sử chiêu này cần Tuyệt Thế Hảo Kiếm vốn đã hấp thu linh khí của Thiên Địa Nhân làm vật dẫn, đây là sát chiêu tạo ra để giết Đế Thích Thiên, đáng tiếc do 2 người công lực kém lão quá xa nên Thiên Đạo Vô Cực không phát huy tác dụng.
Huyền Võ Chân Kinh (Thập Cường Võ Đạo): bộ võ học cái thế của Thập Cường Võ Giả, người từng đả bại Đế Thích Thiên. Chia ra làm 2 đường nội ngoại công gồm: quyền, cước, chưởng, chỉ, trảo, đao, kiếm, thương, kích, bổng. Nhiếp Phong bằng ngộ tính siêu phàm đã ngộ ra được "Tiến chiêu" nhờ bức bích họa Lăng Vân Động. Sau này được huynh đệ song sinh của hoàng thượng Văn Long truyền thêm cho "Sát chiêu" để tiêu diệt Đoạn Lãng. Đáng tiếc do không có thần binh như Tuyết Ẩm Đao (lúc này đã gãy) nên chẳng thể phát huy uy lực của chiêu, kết quả là tâm đoạn khí tuyệt. Phải nhờ Bộ Kinh Vân truyền Long Nguyên công lực mới cứu được.
Phong Thần Nộ, chiêu đao này do Vô Danh truyền thụ để đối phó với Kiếm Ngục.

## Cuộc đời và gia đình
Nhiếp Phong cũng kể như thuộc vào hàng danh gia, dòng họ Nhiếp đời đời nổi danh về đao pháp.
Cha Nhiếp Phong là Bắc Ẩm Cuồng Đao Nhiếp Nhân Vương, mẹ là Thiên hạ đệ nhất mỹ nhân Nhan Doanh. Nhiếp Nhân Vương tính ưa tiêu dao tự tại, thành danh rồi lại thoái ẩn không màng đến chuyện ân oán giang hồ. Nhan Doanh cho rằng như vậy là không có chí tiến thủ, bỏ hai cha con mà đi, trước theo Phá Quân, sau là Tuyệt Vô Thần. Nhiếp Nhân Vương vì vậy mà trở điên cuồng bất đắc chí. Sau này cha mẹ Nhiếp Phong đều bị Đoạn Lãng hại chết.
Vợ Đệ Nhị Mộng, con gái của Đệ Nhị Đao Hoàng, một cao thủ về đao pháp. Bản thân Đệ Nhị Mộng cũng là cao thủ về đao và kiếm. Nhiếp Phong có hai con thì con gái bị trọng thương dưới chiêu của Đế Thích Thiên chết khi còn nhỏ. Lần đó Nhiếp Phong vì đại cuộc mà hi sinh tính mạng con mình, trong lòng vô cùng xót xa. Con trai Nhiếp Phong bị hoán đổi với con trai Đoạn Lãng là Thần Phong và được Dịch Lão Đại chủ sòng bạc nhận làm con nuôi trong 20 năm. Đứa con bị mất tích ấy lấy tên Dịch Phong. Về sau trở thành một cao thủ, thông minh cơ trí hơn người, nửa chính nửa tà.
Đệ Nhị Đao Hoàng và Trư Hoàng sau này vì nhận lầm con trai Đoạn Lãng là Lam Vũ (Đoạn Nghĩa) là Thần Phong (lúc này vẫn trong thân phận con của Nhiếp Phong và Đệ Nhị Mộng) mà truyền võ cho hắn rồi bị hại chết.

## Tuyết Ẩm Đao
Vũ khí của Nhiếp Phong là bảo đao gia truyền Tuyết Ẩm, tuyệt thế thần binh xứng danh thiên hạ đệ nhất đao.
Tương truyền năm xưa Nữ Oa suốt trăm ngàn năm luyện đá vá trời mới được ba vạn sáu ngàn năm trăm linh bốn viên đá các màu, khảm vào những lỗ hổng trên thinh không. Nhưng Người lại tính nhầm, vá trời xong còn thừa ra bốn kỳ thạch. Để không cô phụ "diệu dụng" của bốn viên đá, Nữ Oa đẩy chúng xuống phàm gian, mặc chúng tự chọn chủ, tạo phúc cho người hữu duyên. Bốn viên đá nguyên là Băng Phách, Bạch Lộ (rèn nên Tuyết Ẩm), Hắc Hàn (rèn nên Tuyệt Thế Hảo Kiếm) và Thần Thạch (luyện thành Vu Bát (?)).
Bạch Lộ là thạch trung chi hàn thiết - vật chí hàn trong thiên địa, hàn khí có thể hóa băng đóng dày ba thước, hơn nữa còn hàm chứa thiết tính - chính là viên thiên thạch đã rèn nên Tuyết Ẩm. Cái tên Tuyết Ẩm mang nghĩa uống tuyết. Tuyết Ẩm, đao xuất tất biến nội lực chủ nhân thành băng, hàn khí kinh nhân, vì vậy tổ tiên họ Nhiếp rèn nên đao còn sáng tạo ra Ngạo Hàn Lục Quyết sáu chiêu đao pháp phát huy hết cái băng giá của đao.
Tuyết Ẩm đã từng bị chính Nhiếp Phong bẻ gãy trong trận chiến với Bộ Kinh Vân, nhưng sau đó được nhạc phụ của Phong là Đệ Nhị Đao Hoàng đúc tạo lại. Nhiếp Phong vốn có thể dĩ khí thành đao dùng đao cước thay đao thật, vì thế nên trong suốt phần 2 của truyện, không có Tuyết Ẩm, Nhiếp Phong vẫn có thể tung hoành như một vị võ lâm thần thoại trên giang hồ.